# SIX SENSES
『SIX SENSES』（シックスセンシーズ）は、2007年3月28日に発売された氣志團の5作目のオリジナル・アルバムである。

## 概要
前作『愛 羅 武 勇』から約1年半ぶりのリリース。
本作はシングル「The アイシテル」を除き、メンバー6人それぞれがソロプロジェクトを結成し、各自作詞・作曲・プロデュースを手がけた楽曲が3曲ずつ収録されている。この特徴からメンバーは「氣志團にとってのホワイト・アルバム」とコメントしている。
各メンバーのソロプロジェクトの名前は以下のようになっている。
- 綾小路翔→木更津サリィ
- 白鳥松竹梅→colophony
- 白鳥雪之丞→The Beauty Colosseum
- 西園寺瞳→Tommy & The Bonjaskys
- 星グランマニエ→ランマとなかまたち
- 早乙女光→早乙女ニコライ堂

2007年4月9日付のオリコン週間アルバムランキングで初登場14位を獲得。
4月22日にスペースシャワーTVでドキュメント番組『氣志團『SIX SENSES』大解剖スペシャル』が放送された。内容は、本作を中心に結成してからの10年を振り返るというもの。
本作発売後の4月28日から5月24日にかけて、本作と同じ形式のソロプロジェクトでのライブツアー「氣志團四天王presents 春のぽっかぽかツアー2007 NEET NEET NEET 〜あいつら100％伝説〜」が敢行された。

## 収録曲

### CD
全編曲：氣志團
| #         | タイトル                         | 作詞                 | 作曲                 | 時間  |
| --------- | -------------------------------- | -------------------- | -------------------- | ----- |
| 1.        | 「Let's Dance」                  | 綾小路翔             | 綾小路翔             | 4:06  |
| 2.        | 「PHASE」                        | 白鳥松竹梅           | 白鳥松竹梅           | 3:56  |
| 3.        | 「THE BLOOMING FLOWER」          | RYU!RYU!             | 白鳥雪之丞           | 3:54  |
| 4.        | 「RED MOON」                     | 西園寺瞳             | 西園寺瞳             | 3:41  |
| 5.        | 「サイバーシティ」               | 星グランマニエ       | 星グランマニエ       | 4:26  |
| 6.        | 「らいおん」                     | 早乙女光             | 早乙女光             | 2:40  |
| 7.        | 「君の駅、俺の列車」             | 白鳥松竹梅           | 白鳥松竹梅           | 2:57  |
| 8.        | 「地球」                         | 星グランマニエ       | 星グランマニエ       | 4:30  |
| 9.        | 「ONE」                          | RYU!RYU!、白鳥雪之丞 | 白鳥雪之丞           | 4:00  |
| 10.       | 「FOREVER」                      | 綾小路翔             | 綾小路翔             | 3:33  |
| 11.       | 「う”ぇいん ヴぇいん」           | 早乙女光             | 早乙女光             | 3:18  |
| 12.       | 「HONEY MOON」                   | ‐                    | 西園寺瞳、扇田裕太郎 | 3:46  |
| 13.       | 「ビリー」                       | 星グランマニエ       | 星グランマニエ       | 4:40  |
| 14.       | 「カゲムシ」                     | 白鳥松竹梅           | 白鳥松竹梅           | 2:32  |
| 15.       | 「MOON RIVER」                   | 西園寺瞳             | 西園寺瞳             | 3:32  |
| 16.       | 「LIFE IS SWEET&LIFE IS RANDOM」 | RYU!RYU!、白鳥雪之丞 | 白鳥松竹梅           | 3:32  |
| 17.       | 「友よ」                         | 綾小路翔             | 綾小路翔             | 5:31  |
| 18.       | 「おつかい」                     | 早乙女光             | 早乙女光             | 2:07  |
| 19.       | 「The アイシテル」(Album ver.)   | 綾小路翔             | 綾小路翔             | 4:23  |
| 合計時間: | 合計時間:                        | 合計時間:            | 合計時間:            | 71:04 |

## 曲解説
1. Let's Dance
  - 木更津サリィによる楽曲。
2. PHASE
  - colophonyによる楽曲。
3. THE BLOOMING FLOWER
  - The Beauty Colosseumによる楽曲。
4. RED MOON
  - Tommy & The Bonjaskysによる楽曲。
5. サイバーシティ
  - ランマとなかまたちによる楽曲。
6. らいおん
  - 早乙女ニコライ堂による楽曲。
7. 君の駅、俺の列車
  - colophonyによる楽曲
8. 地球
  - ランマとなかまたちによる楽曲。
9. ONE
  - The Beauty Colosseumによる楽曲。
10. FOREVER
  - 木更津サリィによる楽曲。
11. う”ぇいん ヴぇいん
  - 早乙女ニコライ堂による楽曲。
12. HONEY MOON
  - Tommy & The Bonjaskysによる楽曲。
13. ビリー
  - ランマとなかまたちによる楽曲。
14. カゲムシ
  - colophonyによる楽曲
15. MOON RIVER
  - Tommy & The Bonjaskysによる楽曲。
16. LIFE IS SWEET&LIFE IS RANDOM
  - The Beauty Colosseumによる楽曲。
17. 友よ
  - 木更津サリィによる楽曲。
18. おつかい
  - 早乙女ニコライ堂による楽曲。
19. The アイシテル (Album ver.)
  - 氣志團の11thシングルのアルバムバージョン。